# 러브크래프티안 호러
러브크래프티안 호러(영어: Lovecraftian horror) 또는 코즈믹 호러(영어: cosmic horror)는 공포물이나 괴기물의 하위 장르로, 잔혹함이나 다른 충격적인 요소보다 알 수 없고 이해할 수 없는 것의 공포를 더 강조한 것이다. 미국의 작가 H. P. 러브크래프트 (1890~1937)의 이름을 따서 명명되었다. 그의 작품은 우주적 공포, 금지되고 위험한 지식, 광기, 인간에 대한 비인간적 영향, 종교와 미신, 운명과 필연성, 과학적 발견과 관련된 위험이라는 주제를 강조한다.